# هنرمند گرسنگی (مجموعه داستان کوتاه)
هنرمند گرسنگی (آلمانی: Ein Hungerkünstler) مجموعه داستان کوتاه از فرانتس کافکا شامل چهار داستان که به سال ۱۹۴۲ در آلمان به چاپ رسید. کتاب فوق آخرین کتابیست که کافکا شخصاً آن را برای چاپ آماده کرد. کافکا توانست کتاب را در روزهای آخرش پیش از آنکه بیماری وی را از پا درآورد ویراستاری کند، کتاب توسط ورلاگ دای شماید چند ماه پس از مرگش چاپ شد.
نسخه انگلیسی اثر نیز در سال ۱۹۴۸ در مجموعه داستان پنال کلنی به چاپ رسید. تمام داستان‌ها به‌صورت فردی گردآوری شده بودند و داستان‌ها نیز توسط مترجمین حرفه ای ترجمه گردیده بودند.